# 조 팩
조 팩(영어: Joe Pack, 1978년 4월 10일~)은 미국의 은퇴한 프리스타일 스키 선수로 주 종목은 에어리얼이다. 올림픽에 2회 참가했고 2002년 동계 올림픽에서 남자 에어리얼 부문 은메달을 획득했으며 세계 선수권 대회에서 동메달 2개를 획득했다.